# 前366年
| 千纪： | 前1千纪 |
| 世纪： | 前5世纪 \| 前4世纪 \| 前3世纪 |
| 年代： | 前390年代 \| 前380年代 \| 前370年代 \| 前360年代 \| 前350年代 \| 前340年代 \| 前330年代                                                                                       |
| 年份： | 前371年 \| 前370年 \| 前369年 \| 前368年 \| 前367年 \| 前366年 \| 前365年 \| 前364年 \| 前363年 \| 前362年 \| 前361年                                                         |
| 纪年： | 周顯王三年 魯共公十七年 田齊桓公九年 晉孝公二十三年 趙成侯九年 魏惠王四年 韓共侯八年 秦獻公十九年 楚宣王四年 宋剔成君四年 衛聲公七年 燕後桓公七年 越王無余七年 中山桓公十五年 |

## 大事记
- 魏惠王、韓懿侯會於宅陽。
- 洛陰之役，魏、韓聯合攻秦，魏國在武城築城，作為西進據點。秦軍反擊，在洛陰打敗了魏、韓聯軍，開始掌握戰爭的主動權。
- 底比斯伊巴密濃達召開和平大會失敗，第三次進兵伯羅奔尼撤半島，取得亞該亞人的效忠，並建立親底比斯的亞該亞政權。